# Juozas Galdikas
Juozas Galdikas (* 31. Oktober 1958 in Druskininkai, Litauische SSR) ist ein litauischer Gefäßchirurg und ehemaliger Politiker.

## Leben
Galdikas absolvierte die 1. Mittelschule Druskininkai, 7-jährige Kindermusikschule, 6-jährige Kinder- und Jugendsportschule (Klasse für Handball) und die Fernschule für Mathematiker an der Vilniaus universitetas und danach das Studium am Kauno medicinos institutas und an der VU. Ab 1983 arbeitete er als Chirurge am Labor an der VU und 1987 promovierte. Seit 1996 ist er Professor. Von 1996 bis 2000 war er Mitglied im Seimas, von 1996 bis 1998 Gesundheitsminister Litauens im Kabinett Vagnorius II. Ab 2001 arbeitet er beim Amt für Akkreditierung der Gesundheitsanstalten, ab 2006 Direktor.
Seit 1993 ist er Mitglied der Tėvynės sąjunga.
Mit Frau Vilija hat er die Kinder Liudas, Jonas und Aistė.

## Auszeichnungen (Auswahl)
- 1996–2000 m. kadencijos Seimo narys
- VASPVT direktoriumi tapo Juozas Galdikas 21. Juli 2006

| Personendaten    | Personendaten                          |
| ---------------- | -------------------------------------- |
| NAME             | Galdikas, Juozas                       |
| KURZBESCHREIBUNG | litauischer Gefäßchirurg und Politiker |
| GEBURTSDATUM     | 31. Oktober 1958                       |
| GEBURTSORT       | Druskininkai                           |